# Yasmina Mesfioui
Yasmina Mesfioui, née le 9 avril 1976 à Khouribga, est une tireuse sportive marocaine.

## Carrière
Yasmina Mesfioui est médaillée de bronze en trap ainsi qu'en skeet aux Championnats d'Afrique de tir 2007 au Caire.
Elle est médaillée d'argent par équipes aux Jeux panarabes de 2011 à Doha.
Elle participe à l'épreuve de trap féminin aux Jeux olympiques d'été de 2012 à Londres, terminant à la 21e place.
Elle est médaillée de bronze en skeet aux Jeux africains de 2019 à Rabat.
Aux Championnats d'Afrique de tir 2019 à Tipaza, elle est médaillée de bronze en trap et en skeet.